# 岑光樾
岑光樾（1876年—1960年），原名孝宪，字敏仲，廣東順德桂洲里村人，清光绪二十七年（1901年）举人，三十年中末科，赐进士出身，欽點翰林院庶吉士。光緒三十二年（1906年）赴日本留学，三十四年（1908年）毕业于日本法政大学。回國授翰林院编修，赏侍读衔。宣統元年（1909年）进授通议大夫，之後历任国史馆编修、实录馆协修等职。
辛亥革命爆發後，岑光樾携家人迁居上海法租界。1922年回乡，自号鹤禅，开塾馆為生。隨即前往香港成达书堂等幾處學校讲学，直至香港沦陷。1945年，回家鄉桂洲芥舟祠教书，1947年重返香港成达中学。1960年，成達中學停辦，岑光樾也于同年病逝，终年85岁。
著有《鹤禅集》，分散文、诗稿、铭赞、联语及墨迹五部分。